# ル・マガザン・デデュセシオン・エ・ドゥ・レクレアシオン
ル・マガザン・デデュセシオン・エ・ドゥ・レクレアシオン (仏：Le Magasin d’éducation et de récréation) は、フランスの子供向け文学雑誌。ピエール＝ジュール・エッツェルによって1864年に設立され、1916年まで刊行された。
文学による娯楽と徳育をテーマとしており、エクトール・アンリ・マロやジュール・ヴェルヌ、ジャン・メイスなどの作品を多く掲載した。日本では「教育娯楽雑誌」の名前でも知られている。

## 歴史
本誌は1864年3月20日に創刊された。当初は隔月刊であり、年間購読料は12フランであった。本誌は1867年のアカデミー・フランセーズにてモンティヨン賞を受けた。これは知識の普及への取組みに報いるものだった。
本誌は幼児期から青年期までの幅広い読者層を中心に知識を深めながら楽しむことを目的とした雑誌として構成されている。しかし、エクトール・アンリ・マロ、アレクサンドル・デュマ・ペール、エリゼ・ルクリュ、ジュール・ヴェルヌといった著名な執筆陣にもかかわらず、そのスタートは困難だった。1875年の前の時点で、購読者数は1万人に達していなかったようである。

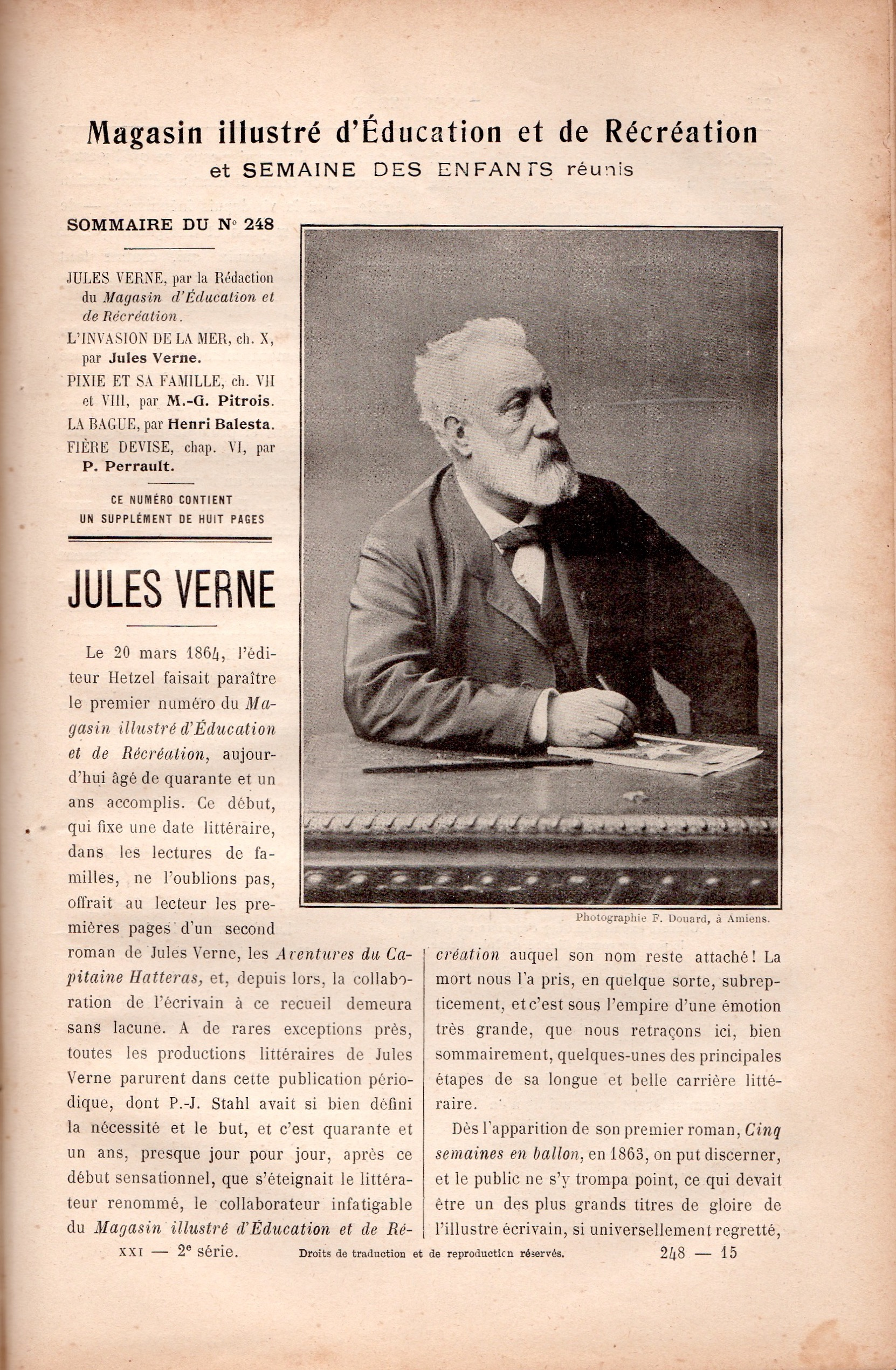
ヴェルヌ追悼記事
(1905年)

1876年10月には競合誌である「La Semaine des enfants」を吸収したが、1916年5月に「ル・ジュルナル・ドゥ・ラ・ジュネス」に吸収され、「Magasin d'éducation et de récréation et Semaine des enfants réunis（子供たちと再会した教育娯楽雑誌）」というサブタイトルで刊行が再開された。本誌は生活の向上と集合的な理想の追求、社会的不正からの救済という思想のもとに作られたが、実質的な読者層はそのほとんどが上流階級出身であった。
本誌の名声は、「黒いダイヤモンド」などのいくつかの例外を除いて、ジュール・ヴェルヌの連載小説によるところが大きい。「海底二万里」、「神秘の島」、「十五少年漂流記」、「悪魔の発明」など、彼の代表作とされる作品が本誌に連載されている。また、本誌には多数の版画が掲載されており、子供向けの物語の中に画像を置くことで、その現代性を際立たせていた。それらは後の単行本でも完全に再現されている。エドゥアール・リウー、ジュール・フェラ、ジョルジュ・ルー、レオン・ベネットなどの多くの画家が本誌でデビューを飾り、その名を高からしめた。また、ヴェルヌの改稿による「インド王妃の遺産」、アンドレ・ローリーの初期作品、ヘンリー・ライダー・ハガードの「ソロモン王の洞窟」の最初の翻訳版などを掲載したことも知られている。
本誌は2週間ごとに発行され、半年ごとにペーパーバック（多くの場合、のちに職人によってハードカバー製本された）にまとめられた。多くの版画はナンバリングされており、判型は27cm×17cmに統一された。1864年の創刊号にはふたつの連載小説、ジュール・ヴェルヌの「ハテラス船長の冒険」とヨハン・ダビット・ウィースの「スイスのロビンソン」が掲載された。1905年の第248号にはアンドレ・ローリーによるジュール・ヴェルヌの追悼記事が掲載された。

## イラスト・ギャラリー

ヴェルヌ「一人っ子」挿絵
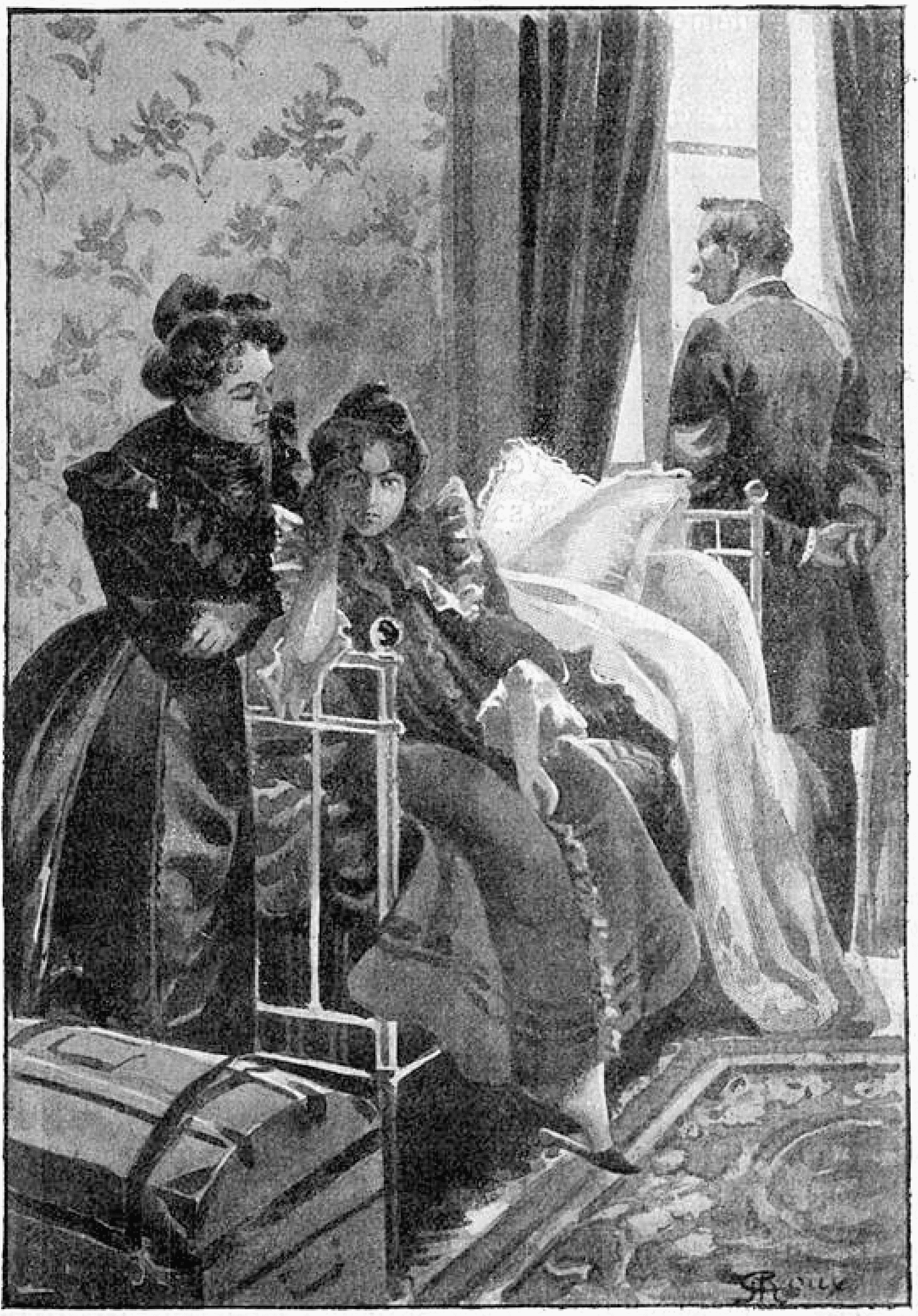
ジョルジュ・ルー画 (1903年)
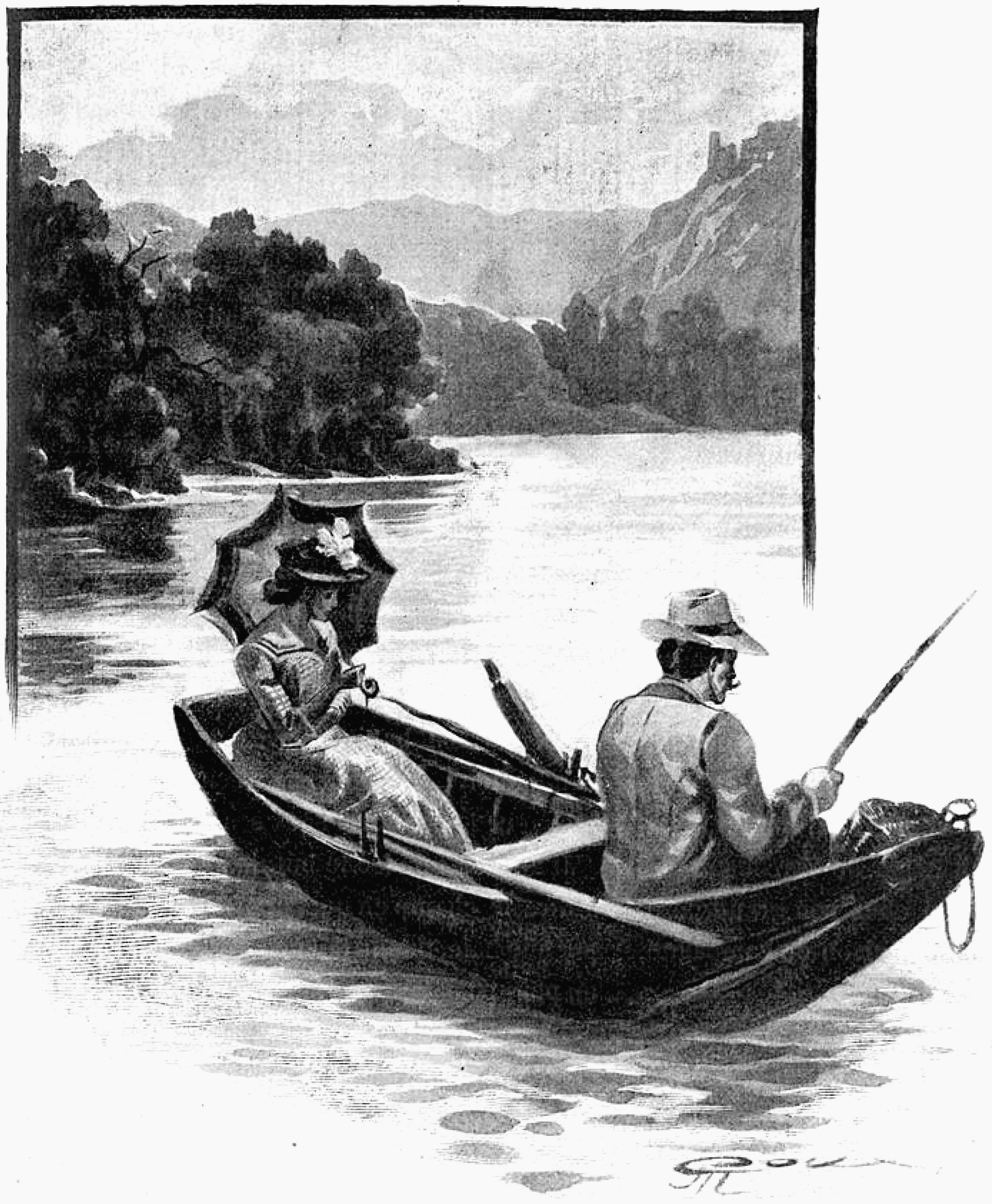
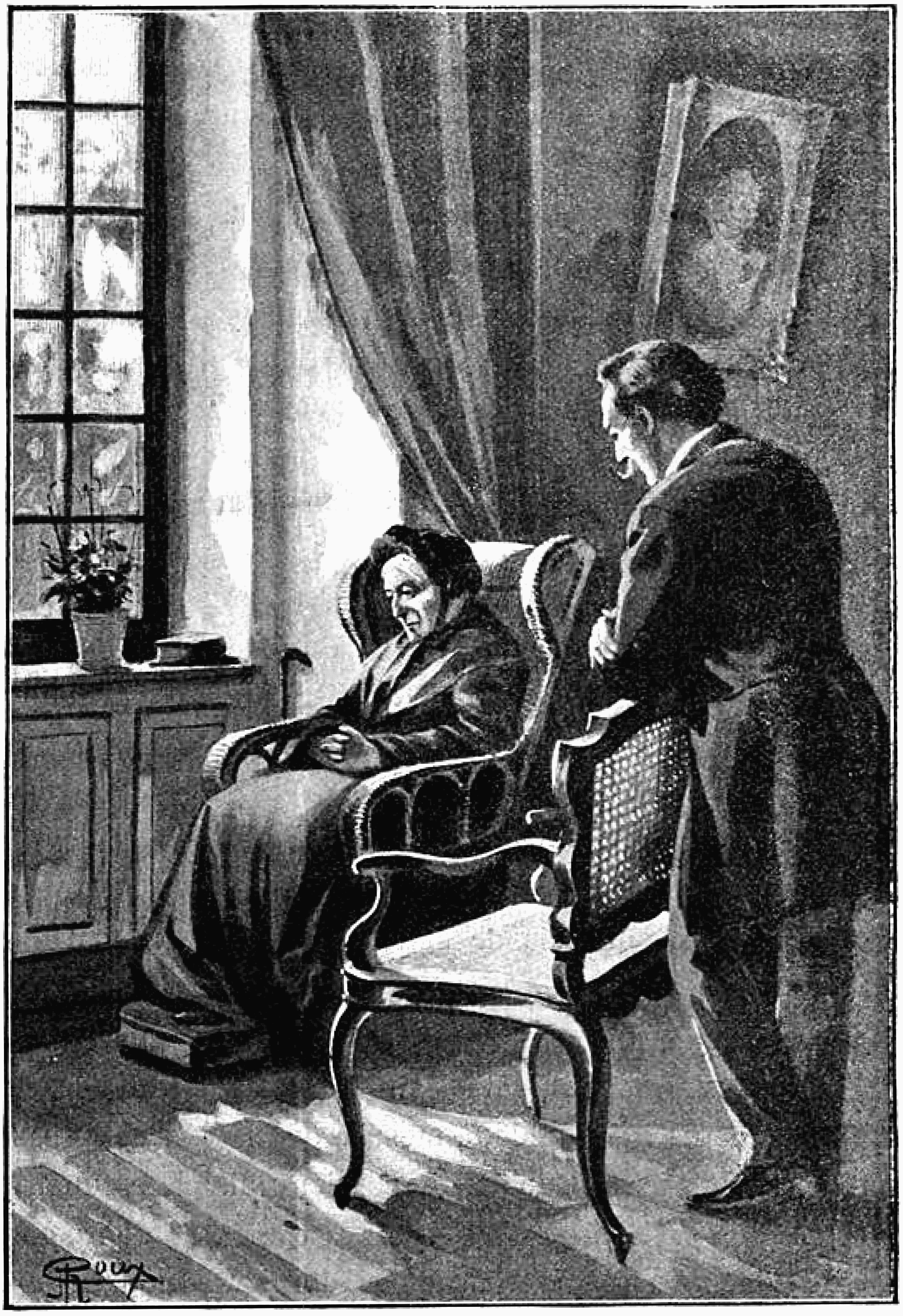
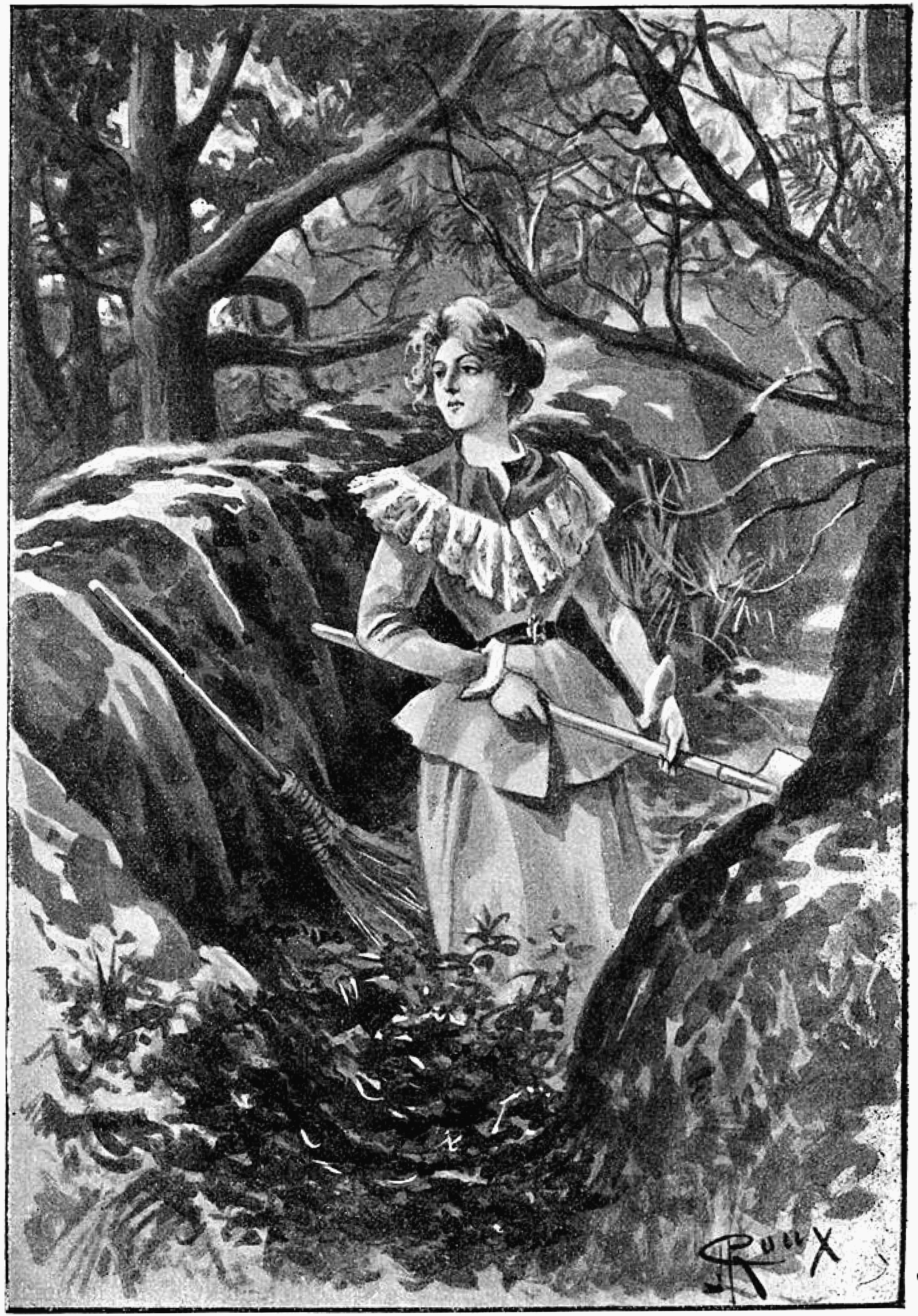
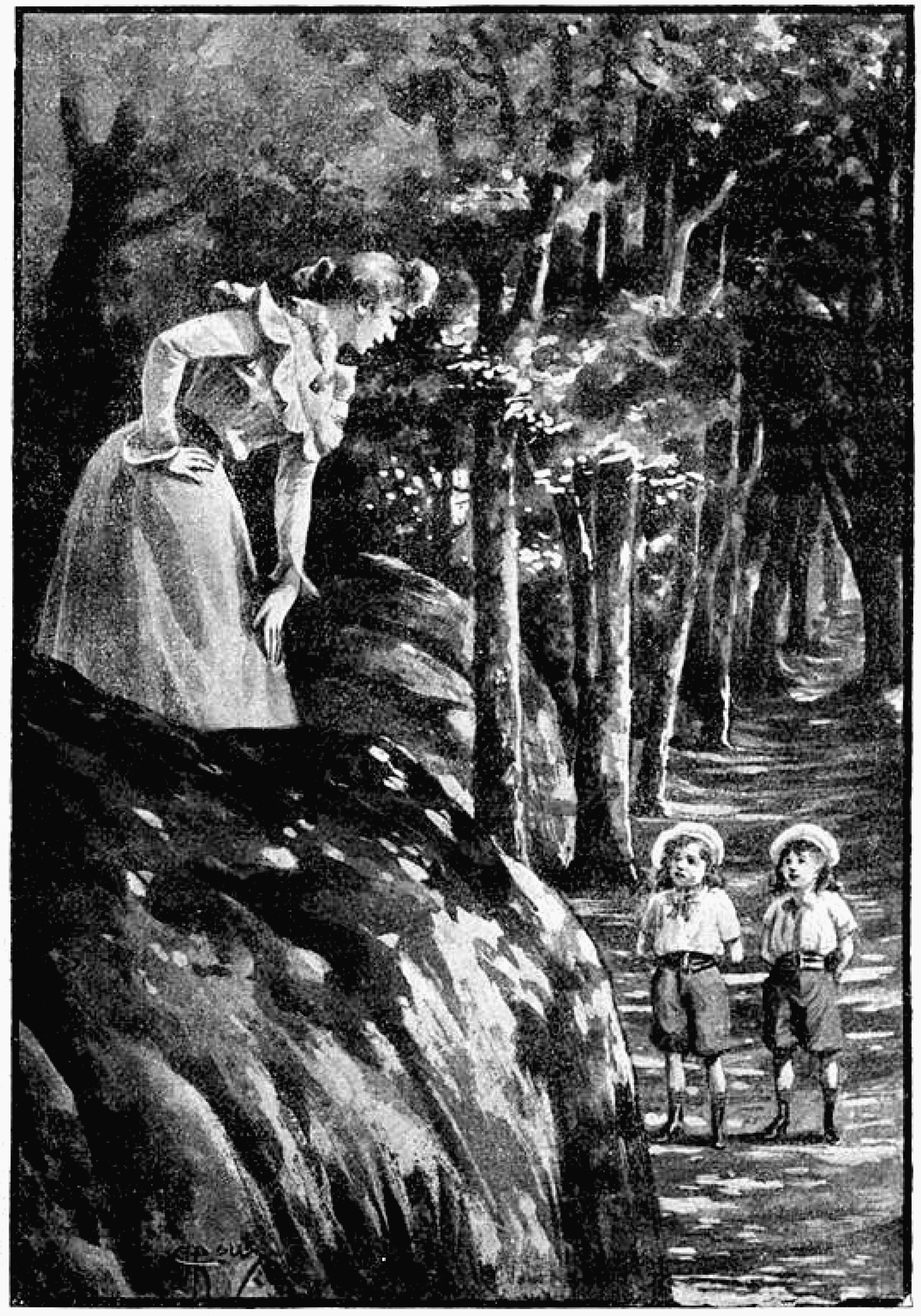
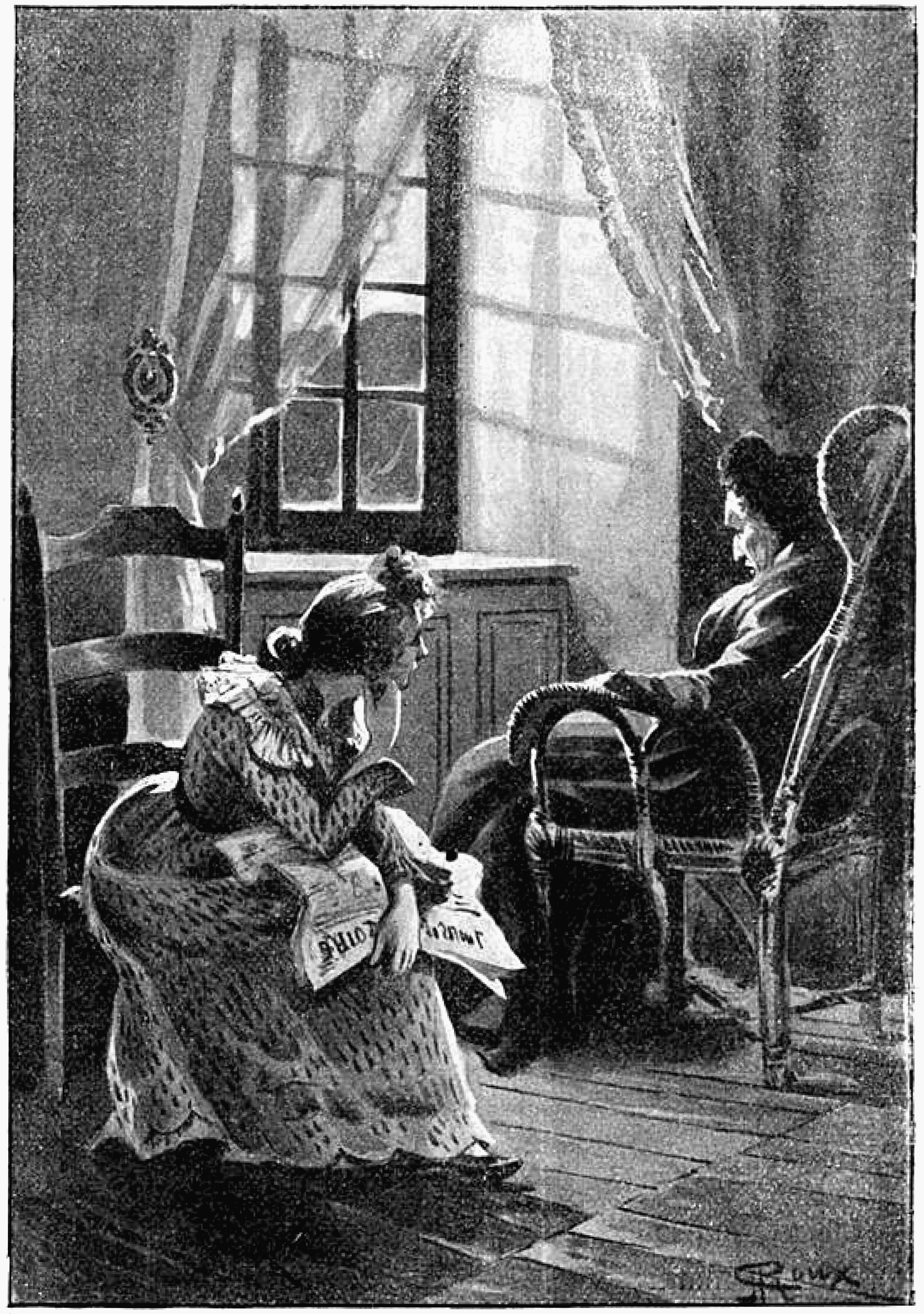
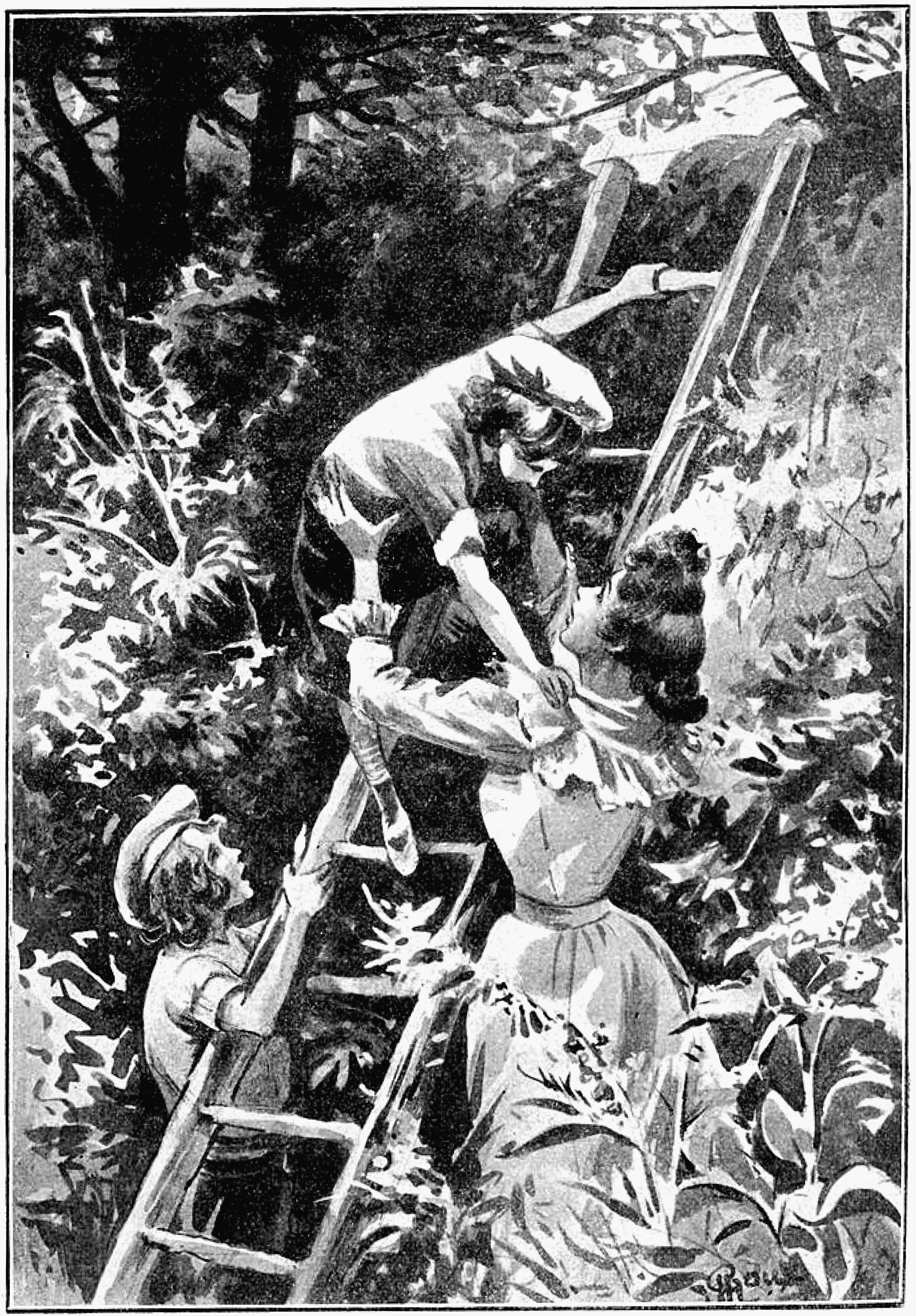
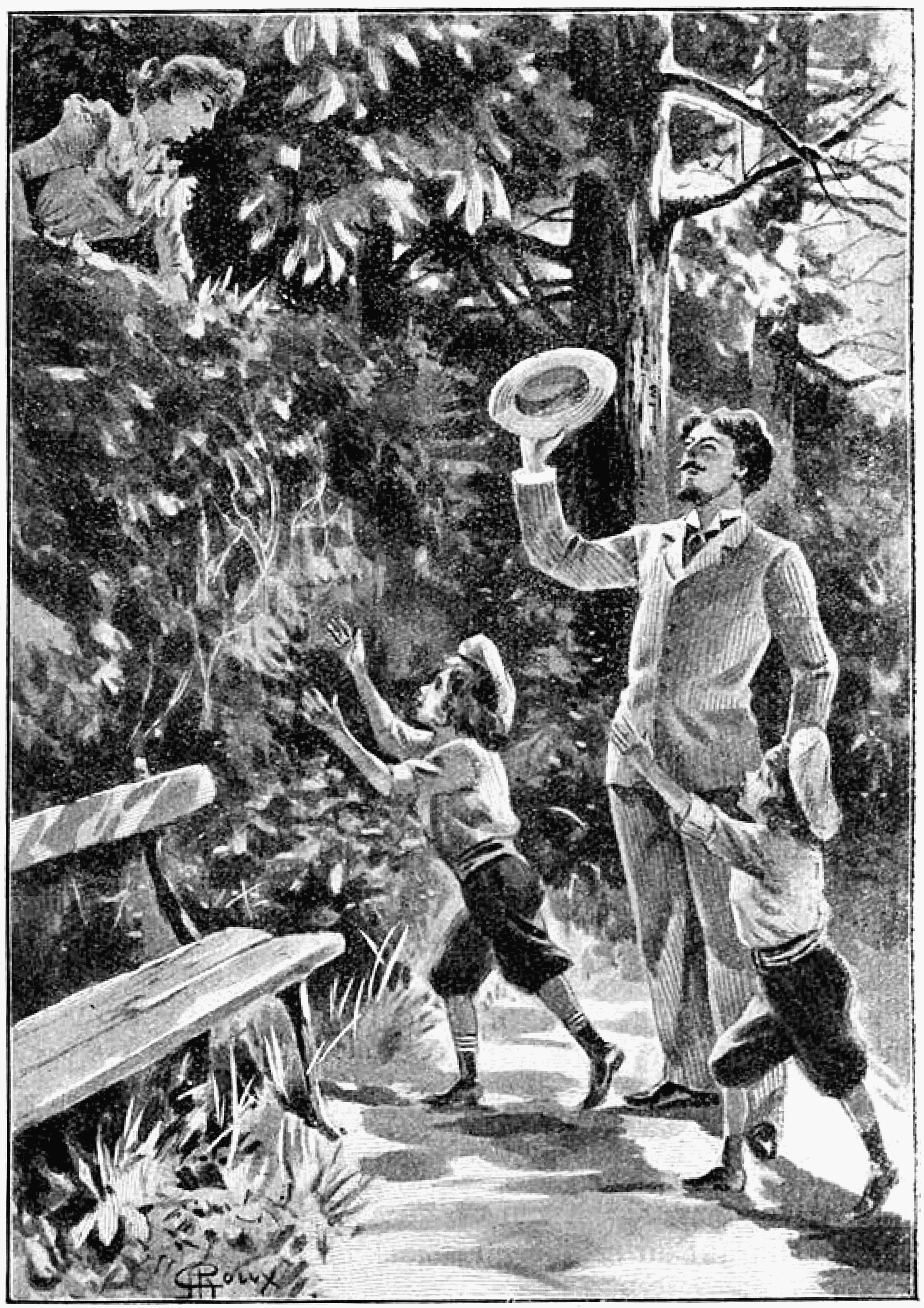

## 関連紙誌
※発刊順に列記
- ルビュー・アンシクロペディーク
- ル・マガザン・ピトレスク
- エル・ムセオ・ウニベルサル
- ヴォクルグ・スヴェタ
- ル・マガザン・デデュセシオン・エ・ドゥ・レクレアシオン
- ル・ジュルナル・ドゥ・ラ・ジュネス
- リルスタツィオーネ・イタリアーナ（イタリア語版）
- ラ・スィヤーンス・イリュストレ
- ジュルナル・デ・ヴォヤージュ
- スィヤーンス・エ・ヴォヤージュ